# Thiolan
Thiolan (také nazývaný tetrahydrothiofen) je organická sloučenina obsahující pětičlenný heterocyklus s jedním atomem síry; jedná se o nasycený analog thiofenu. Za standardních podmínek jde o těkavou bezbarvou kapalinu.

## Příprava a reakce
Tetrahydrothiofen se připravuje reakcí tetrahydrofuranu se sulfanem. Reaktanty jsou v plynném skupenství a používají se heterogenní katalyzátory, jako je oxid hlinitý.
Thiolan se používá jako ligand v koordinační chemii, příkladem může být chlorid (tetrahydrothiofen)zlatný.
Oxidací thiolanu vzniká sulfolan, používaný jako polární rozpouštědlo. Sulfolan se častěji získává z butadienu.

## Výskyt
V přírodě se vyskytují nesubstituované i substituované thiolany. K rostlinám obsahujícím thiolany patří například roketa setá (Eruca sativa); monocyklické substituované thiolany byly získány z cibule zimní (Allium fistulosum), česnek kuchyňský (Allium sativum), cibule kuchyňská (Allium cepa), pažitka pobřežní (Allium schoenoprasum) a Salacia prinoides.
Albomyciny jsou skupina tetrahydrothiofenových antibiotik z bakterií rodu Streptomyces. Biotin má v molekule bicyklickou a neothiobinufaridin (a jiné nufarové alkaloidy) polycyklické thiolanové skupiny.

## Použití
Vzhledem ke svému zápachu se tetrahydrothiofen používá jako odorizant zkapalněného zemního plynu a také u zemního plynu, kde se obvykle používá ve směsi s terc-butylthiolem.
Tetrahydrothiofen patří mezi Lewisovy zásady.